# EU-blåkort

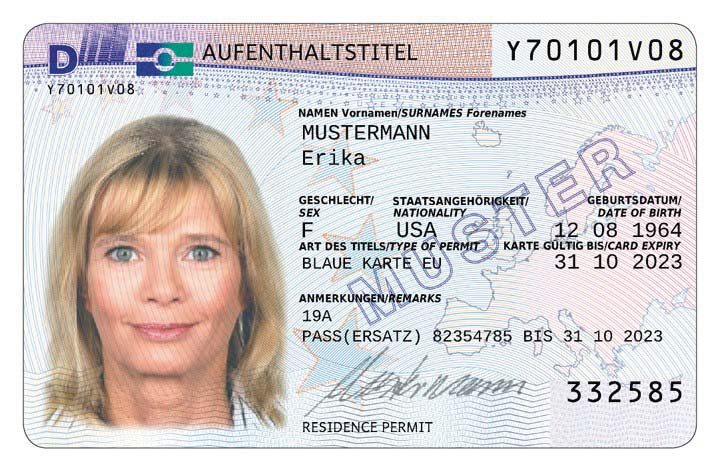
Ett tyskt EU-blåkort som följer den enhetliga utformningen av uppehållstillstånd inom Europeiska unionen.

Ett EU-blåkort är ett kombinerat arbets- och uppehållstillstånd för tredjelandsmedborgare som tar högkvalificerad anställning inom Europeiska unionen i enlighet med blåkortsdirektivet. EU-blåkortet inrättades genom ett direktiv som utfärdades av Europeiska unionens råd den 25 maj 2009. De första tillstånden började utfärdas den 19 juni 2011.
Tredjelandsmedborgare som har en universitetsexamen eller minst fem års yrkeserfarenhet samt har en lön som är minst en och en halv gång större än den genomsnittliga bruttoårslönen i den mottagande medlemsstaten kan ansöka om ett EU-blåkort. I Sverige görs ansökan hos Migrationsverket.
En person som har innehaft ett EU-blåkort i minst fem år kan ansöka om status som varaktigt bosatt, vilket ger personen i fråga i stort sett samma rätt till fri rörlighet som unionsmedborgare.
Som en del av den gemensamma invandringspolitiken omfattas inte Danmark och Irland av bestämmelserna om EU-blåkort på grund av sina undantagsklausuler på området med frihet, säkerhet och rättvisa.
I april 2021 enades Europaparlamentet och Europeiska unionens råd om nya bestämmelser för EU-blåkortet som ska underlätta högkvalificerade arbetstagare att få arbetstillstånd i unionen.

## Krav
För att ansöka om ett blått kort måste sökande:
- ha ett giltigt anställningsavtal eller ett högkvalificerat jobberbjudande för en period av sex månader eller mer;
- att erbjuda dem en årslön som motsvarar det tröskelvärde som fastställts av medlemsländerna (i januari 2023 var lönetröskeln i Sverige 53 200 EUR);[3]
- för reglerade yrken: följa yrkets villkor;
- för oreglerade yrken: att ha en lämplig högre yrkeskvalifikation;
- för IT-arbetare: ha relevanta yrkeskunskaper.

## Lämna in en ansökan
Sökanden måste lämna in ett antal dokument inklusive examensbevis som bekräftar högre utbildning och pass och de sökande underrättas om beslutet inom 90 dagar efter det att ansökan lämnades in. Om anställningsavtalet är på 2 år eller mer: tillståndet gäller under den standardperiod som fastställts av medlemsländerna (minst 24 månader). Om anställningsavtalet är kortare än 2 år: tillståndet gäller under kontraktets varaktighet + 3 månader (max 24 månader).